# Милашкина, Тамара Андреевна
Тамара Андреевна Мила́шкина (урождённая Мирненко; 13 сентября 1934, Астрахань, РСФСР, СССР — 10 января 2024, Вена, Австрия) — советская оперная певица (сопрано). Народная артистка СССР (1973). Лауреат Государственной премии РСФСР имени М. Глинки (1978).

## Биография
Родилась 13 сентября 1934 года в Астрахани.
Окончила школу и библиотечный техникум. Пела в самодеятельности.
В 1959 окончила МГК имени П. И. Чайковского по классу пения Е. К. Катульской. В 23 года, ещё будучи студенткой 4-го курса, была принята стажёром в труппу Большого театра. Дебют начинающей певицы на сцене театра состоялся 4 мая 1958 года (по другим данным 23.04.1958), причём ей сразу доверили такую ответственную партию, как Татьяна в опере П. И. Чайковского «Евгений Онегин», а партию Ленского пел С. Я. Лемешев.

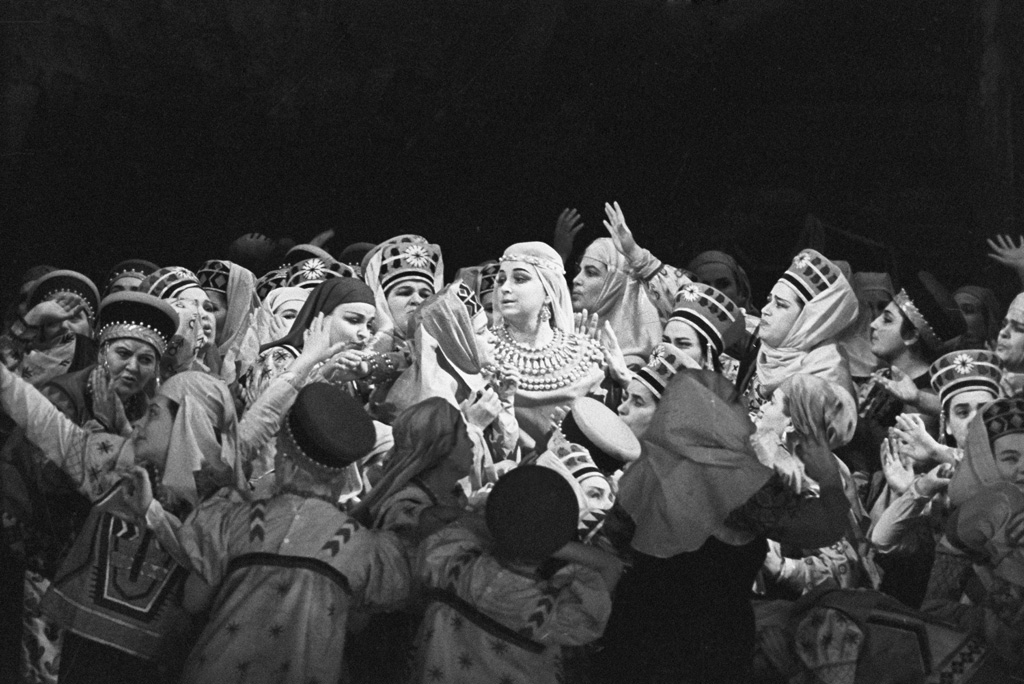
Тамара Милашкина в партии Февронии (в центре) в спектакле «Сказание о невидимом граде Китеже и деве Февронии». Большой театр, 1 декабря 1959 года

С 1958 года — солистка Государственного академического Большого театра ГАБТ СССР.
В 1961—1962 годах стажировалась в миланском театре «Ла Скала» (Италия). В период стажировки, хотя изначально это не было запланировано, исполнила в спектакле театра партию Лиды в опере Дж. Верди, не входящей в репертуар русских театров — «Битва при Леньяно» 07.01.1962.
Выступала в Большом театре вплоть до 1990 года (последнее выступление 09.03.1990 в партии Марии в опере "Мазепа". Чайковского), исполнив здесь 25 оперных партий. К её лучшим работам относятся такие партии, как Лиза («Пиковая дама» П. И. Чайковского), донна Анна («Каменный гость» А. С. Даргомыжского), Волхова («Садко» Н. А. Римского-Корсакова), Феврония («Сказание о невидимом граде Китеже и деве Февронии» Н. А. Римского-Корсакова), Иоланта (в одноимённой опере П. И. Чайковского). Пользовалась большой известностью в партии Тоски («Тоска» Дж. Пуччини) и в вердиевском репертуаре: Аида (в одноимённой опере), Леонора («Трубадур»), Елизавета Валуа «(Дон Карлос»), а позднее Дездемона («Отелло») и Амелия («Бал-маскарад»).
Гастролировала за рубежом (Чехословакия, Италия, США, Австрия, Дания, Норвегия, Канада, Польша, ГДР, Франция, Япония, Греция и др.). Пела на таких театральных и концертных сценах, как Линкольн-центр (Нью-Йорк), Ла Скала (Милан), Венская опера, Парижская национальная опера, в оперных театрах Нью-Йорка, Вашингтона, Зальцбурга, Берлина, Мюнхена, Штутгарта, Висбадена, Лейпцига, Дрездена, Афин, Токио, Осаки, Монреаля, Торонто.
Выступала в концертах, имела большой камерный репертуар.
Певице посвящён документальный фильм «Волшебница из града Китежа» (1966).
После ухода из Большого театра жила и выступала в Вене (Австрия) вместе с мужем Владимиром Атлантовым.
Скончалась 10 января 2024 года на 90-м году жизни. Похоронена на Русском кладбище в Вене (Австрия).

## Семья
Муж — Владимир Андреевич Атлантов (род. 1939), оперный певец (тенор). Народный артист СССР (1976).
Детей нет.

## Награды и звания
- Всесоюзный конкурс вокалистов (1957, первая премия и золотая медаль)
- Международный конкурс в рамках VI Всемирного фестиваля молодёжи и студентов в Москве (1957, первая премия)
- Заслуженная артистка РСФСР (1965)
- Народная артистка РСФСР (1968)
- Народная артистка СССР (1973)
- Государственная премия РСФСР имени М. И. Глинки (1978) — за исполнение партии доны Анны в оперном спектакле «Каменный гость» А. С. Даргомыжского
- Орден Ленина (1976)
- Орден Трудового Красного Знамени (1971)

## Высказывания о певице
«Голос Милашкиной уникален; природа и умный труд щедро одарили его свободой и богатством красок, полнотой и округлостью звука — звонкого, полетного в верхних нотах, содержательного, грудного на низах, одинаково собранного и выразительного во всем диапазоне, охватывающем около двух с половиной октав». — E. А. Грошева

«Тамара Милашкина — актриса очень искренняя, и, может быть, именно эта безыскусственная искренность помогает ей добиваться такой впечатляющей силы в создаваемых образах. Но как естественно проста и выразительна эта сдержанность. Она артистка „внутренняя“, она как бы несёт с собой душу своих героинь, показывает внутреннее движение образа, а отсюда — выразительность внешняя».— И. К. Архипова 

«Я помню Ксению Георгиевну Держинскую — красавицу, изумительную певицу. Но у нас сейчас есть Тамара Милашкина. И про неё с полным основанием могу сказать то же самое». — Б. Э. Хайкин

 «Если бы меня спросили, какие черты характеризуют советскую вокальную школу, я бы для примера взяла выступление певицы Т. Милашкиной (ученицы Е. Катульской). На сцену вышла скромная девушка в коротком неконцертном платье. Её облик, походка, руки — все было естественно и просто, внешне волнение ничем не проявлялось. С первых же звуков обаятельного голоса — она на pianissimo начала петь русскую песню „Подуй, подуй, непогодушка“ — в зале стало совершенно тихо. Прекрасную, немудреную песню певица исполнила с исключительной глубиной, богатством красок. И это было понятно не только нам, для которых песня — родное, но и иностранным артистам — членам жюри».— Н. П. Рождественская 

«Тамара Милашкина была моей первой и единственной Донной Анной в жизни. Замечательной! Она прекрасно пела эту партию. А по тембру голоса я не встречал Тамаре равных ни тогда, ни после. И хотя голос Милашкиной звучал на крупнейших оперных сценах и в самых престижных концертных залах мира, она не искала мировой славы, эта слава нашла её сама. В мире её имя очень авторитетно. Достаточно сказать, что Пласидо Доминго именно с ней пел свою первую „Аиду“».— В. А. Атлантов

## Творчество

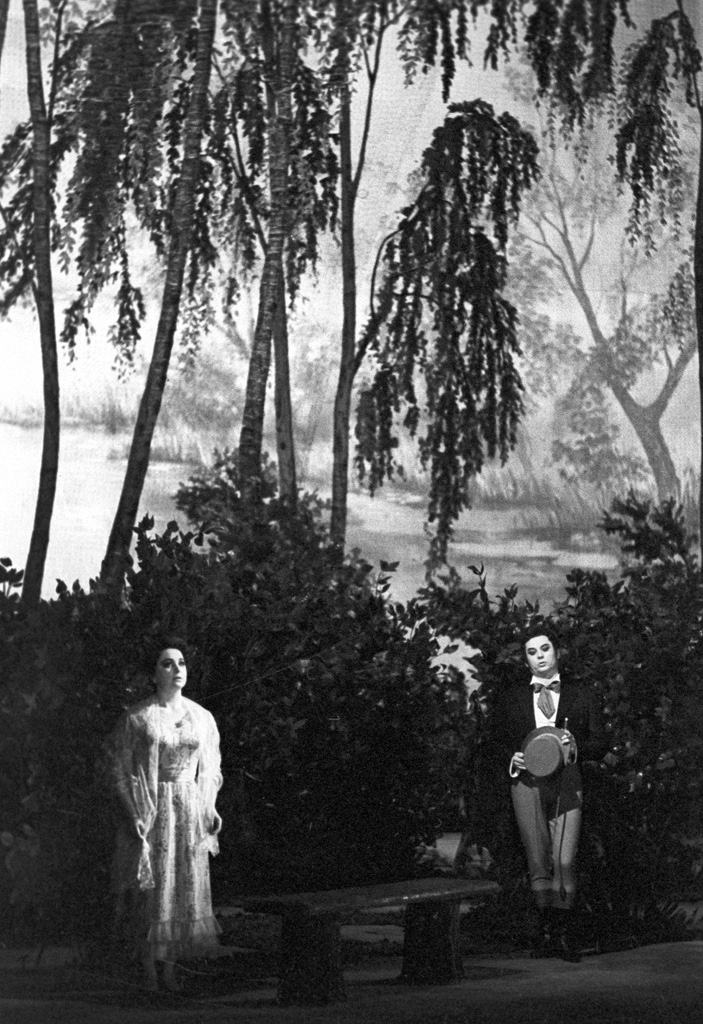
Тамара Милашкина и Юрий Мазурок в опере П. И. Чайковского «Евгений Онегин». Государственный академический Большой театр Союза ССР. 1971 год.

### Оперные партии
- 4 мая 1958 — «Евгений Онегин» П. И. Чайковского — Татьяна (дебют на сцене Большого театра)
- 1959 — «Укрощение строптивой» В. Я. Шебалина — Катарина
- 1960 — «Война и мир» С. С. Прокофьева — Наташа Ростова
- 1961 — «Битва при Леньяно» Дж. Верди — Лида (исполнила партию в спектакле миланского театра «Ла Скала»)
- 1961 — «Повесть о настоящем человеке» С. С. Прокофьева — Ольга
- 1962 — «Фальстаф» Дж. Верди — Алиса Форд
- 1963 — «Пиковая дама» П. И. Чайковского — Лиза
- 1963 — «Дон Карлос» Дж. Верди — Елизавета Валуа
- 1964 — «Октябрь» В. Мурадели — Марина
- 1965 — «Аида» Дж. Верди — Аида
- 1965 — «Сказание о невидимом граде Китеже и деве Февронии» Н. А. Римского-Корсакова — Феврония
- 1966 — «Мазепа» П. И. Чайковского — Мария
- 1969 — «Фауст» Ш. Гуно — Маргарита
- 1969 — «Князь Игорь» А. П. Бородина — Ярославна
- 1970 — «Семён Котко» С. С. Прокофьева — Любка
- 1971 — «Боярыня Вера Шелога» Н. А. Римского-Корсакова (одноактный пролог к опере «Псковитянка») — Вера Шело́га
- 1971 — «Псковитянка» Н. А. Римского-Корсакова — Ольга
- 1971 — «Тоска» Дж. Пуччини — Тоска
- 1972 — «Трубадур» Дж. Верди — Леонора
- 1974 — «Иоланта» П. И. Чайковского — Иоланта
- 1976 — «Садко» Н. А. Римского-Корсакова — Волхова
- 1978 — «Каменный гость» А. С. Даргомыжского — донна Анна
- 1978 — «Отелло» Дж. Верди — Дездемона
- 1979 — «Бал-маскарад» Дж. Верди — Амелия
- 1981 — «Кармен» Ж. Бизе — Микаэла
- 1985 — «Сельская честь» П. Масканьи — Сантуцца

### Дискография
Полные записи опер
П. И. Чайковский. «Пиковая дама» (Лиза):
- 1966 — З. Анджапаридзе (Герман), В. Левко (Графиня), Ю. Мазурок (князь Елецкий), И. Архипова (Полина и Миловзор в Интермедии), М. Киселев (граф Томский и Златогор в Интермедии), А. Соколов (Чекалинский), В. Ярославцев (Сурин), М. Митюкова (гувернантка), М. Миглау (Маша), А. Мишутин (распорядитель), В. Власов (Чаплицкий), Ю. Дементьев (Нарумов), В. Фирсова (Прилепа в Интермедии). Хор и симфонический оркестр Государственного академического Большого театра СССР. Дирижёр Б. Хайкин

Дж. Пуччини «Тоска» (Флория Тоска):
- 1967 — З. Анджапаридзе (Марио Каварадосси), О. Клёнов (барон Скарпиа), В. Ярославцев (Анджелотти), Г. Панков (ризничий), А. Соколов (Сполетта), Ю. Королев (Скьяроне и Тюремщик), В. Максименко (пастушок), Р. Залялютдинов (пастушок), В. Брикис (пастушок). Государственный академический русский хор, Хор мальчиков, Государственный симфонический оркестр СССР. Дирижёр Е. Светланов.

П. И. Чайковский. «Пиковая дама» (Лиза):
- 1974 — В. Атлантов (Герман), В. Левко (Графиня), А. Федосеев (князь Елецкий), Г. Борисова (Полина и Миловзор в Интермедии), В. Валайтис (граф Томский и Златогор в Интермедии), А. Соколов (Чекалинский), В. Ярославцев (Сурин), Н. Григорьева (гувернантка), Н. Лебедева (Маша), К. Басков (распорядитель), В. Власов (Чаплицкий), Ю. Дементьев (Нарумов), М. Касрашвили (Прилепа в Интермедии). Хор и симфонический оркестр Государственного академического Большого театра СССР. Дирижёр М. Эрмлер. Выпущено фирмой «Мелодия».

А. С. Даргомыжский. «Каменный гость» (Донна Анна):
- 1977 — В. Атлантов (дон Жуан), А. Ведерников (Лепорелло), Т. Синявская (Лаура). Солисты, хор и оркестр Государственного академического Большого театра СССР. Дирижёр М. Эрмлер. Выпущено на 2 CD-дисках фирмой «Мелодия».

П. И. Чайковский. «Евгений Онегин» (Татьяна):
- 1979 — Ю. Мазурок (Евгений Онегин), В. Атлантов (Ленский), Т. Тугаринова (Ларина), Т. Синявская (Ольга), Л. Авдеева (Филиппьевна, няня), Е. Нестеренко (князь Гремин), А. Джапаридзе (Ротный), В. Ярославцев (Зарецкий), Л. Кузнецов (Трике, француз), Б. Межировский (Запевала). Солисты, хор и оркестр Государственного академического Большого театра СССР. Дирижёр М. Эрмлер.

П. И. Чайковский. «Опричник» (Наталья):
- 1980 — Е. Владимиров (князь Жемчужный), В. Маторин (Молчан Митьков, жених Натальи), Л. Никитина (боярыня Морозова, вдова), Л. Кузнецов (Андрей Морозов, её сын), Р. Котова (Басманов, молодой опричник), О. Клёнов (князь Вязьминский), Н. Дербина (Захарьевна, мамка Натальи). Солисты московских музыкальных театров, Большой детский хор Всесоюзного радио и Центрального телевидения, Симфонический оркестр Всесоюзного радио и Центрального телевидения. Дирижёр Г. Проваторов

П. И. Чайковский. «Мазепа» (Мария):
- 1982 — В. Валайтис (Мазепа), Е. Нестеренко (Кочубей), И. Архипова (Любовь), В. Пьявко (Андрей), К. Басков (Искра), А. Мишутин (Пьяный казак). Солисты, хор и оркестр Государственного академического Большого театра СССР. Дирижёр Ф. Мансуров

Н. А. Римский-Корсаков. «Боярыня Вера Шелога» (Вера):
- 1985 — К. Каримов (боярин Шелога), О. Терюшнова (Надежда), В. Каримов (Князь Токмаков), Н. Григорьева (Гапонова; Власьевна). Солисты и оркестр Государственного академического Большого театра СССР. Дирижёр М. Эрмлер.

Н. А. Римский-Корсаков. «Садко» (Волохова; незавершённая запись):
- 1985 — В. Атлантов (Садко), И. К. Архипова (Любава), Н. Григорьева (Гапонова; Нежата), Б. Морозов (Морской царь). Солисты, хор и оркестр Государственного академического Большого театра СССР. Дирижёр Ю. Симонов.

Полные записи опер (DVD)
П. И. Чайковский. «Пиковая дама» (Лиза):
- В. Атлантов (Герман), Е. Образцова (Графиня), Ю. Мазурок (князь Елецкий).

Н. А. Римский-Корсаков. «Садко» (Волхова):
- 1980 — В. Атлантов (Садко), И. Архипова (Любава). Солисты, хор и оркестр Государственного академического Большого театра СССР. Дирижёр Ю. Симонов.

Сборники (грампластинки)
- Записи 1969—1989 годов — Тамара Милашкина и Владимир Атлантов, арии и дуэты из зарубежных опер Дж. Верди, Дж. Пуччини, Р. Леонкавалло, П. Масканьи. Большой симфонический оркестр Гостелерадио СССР, дирижёр Владимир Федосеев. Оркестр Большого театра СССР, дирижёр Марк Эрмлер. Грампластинка фирмы «Мелодия».

Сборники (CD)
- 2012 — комплект из 7 CD-дисков «Тамара Милашкина, Владимир Атлантов. Избранное» с фотобуклетом[17], из них 4 CD-диска Тамары Милашкиной: «Зарубежная оперная классика», «Русская оперная классика», «Русский классический романс», «Старинные русские романсы и русские народные песни». Выпущено издательством «Композитор Санкт-Петербург».

### Фильмография
Озвучивание
Голос певицы звучит в художественных кинофильмах:
- 1960 — «Пиковая дама» (фильм-опера, вокальная партия Лизы, роль О. Красиной)
- 1963 — «Крепостная актриса» (фильм-оперетта, вокальная партия Анастасии Батмановой, роль Т. Сёминой)
- 1966 — «Каменный гость» (фильм-опера, вокальная партия доны Анны, роль И. Печерниковой)
- 1969 — «Князь Игорь» (фильм-опера, вокальная партия Ярославны, роль Н. Пшённой)
- 1979 — «Отелло» (фильм-опера, вокальная партия Дездемоны, роль М. Тонтегоде)

Роли в кино
- 1965 — «Новогодний календарь» (музыкальный фильм)
- 1965 — «Когда песня не кончается…» — певица
- 1967 — «Волшебница из града Китежа» (документальный фильм о Т. Милашкиной)
- 1986 — «Встречи в субботний вечер» (короткометражный, фильм-концерт) — Ариозо Натальи из оперы П. И. Чайковского «Опричник»